# Хестер Станхоуп
Хестер Луси Станхоуп (Чивнинг, 12. март 1776 – село Јуон, поред Сидона, 23. јун 1839) била је британска авантуристкиња, списатељица, антиквар и једна од најпознатијих путника свог доба. Њено ископавање Аскалона 1815. сматра се првим у коме су коришћени савремени археолошки принципи, а њена употреба средњовековног италијанског документа описана је као „једна од најранијих употреба текстуалних извора од стране теренских археолога“. Њена писма и мемоари учинили су је познатом као истраживачем.

## Младост
Хестер Станхоуп је била најстарије дете Чарлса Станхоупа, трећег грофа Станхоупа и његове прве жене, леди Хестер Пит. Рођена је у седишту свог оца у Чивнингу и тамо је живела до почетка 1800. године, када је послата да живи са својом баком, Хестер Пит, грофицом од Четама, у Бартон Пинсенту.
У августу 1803. преселила се у кућу свог ујака, Вилијама Пита Млађег, да би управљала његовим домаћинством и била његова домаћица. На свом месту британског премијера, Питу, који је био неожењен, била је потребна помоћ у политичком друштвеном животу. Леди Хестер је седела на челу његовог стола и помагала му да дочека госте; постала је позната по својој лепоти и вештини разговора. Када је Пит био ван канцеларије, служила је као његова приватна секретарица. Она је такође била главни иницијатор уређења вртова у замку Волмер током његовог мандата као Лорда управника пет лука. Британија јој је доделила годишњу пензију од 1200 фунти након Питове смрти у јануару 1806.
Након што је неко време живела на тргу Монтагју у Лондону, преселила се у Велс, а затим заувек напустила Велику Британију у фебруару 1810. након смрти брата. Низ романтичних разочарања можда је подстакао њену одлуку да оде на дуго путовање морем. Њен бивши љубавник Гранвил Левесон-Гауер, први гроф Гранвил, оженио се другом женом 1809. године, а њена нећака (Вилхелмина Поулет, војвоткиња од Кливленда) сумњала је на њу и генерал-потпуковника сер Џона Мура - са којим је Станхоупова уживала у топлој преписци док се борио у Шпанском рату за независност. - можда је размишљао о браку пре своје смрти у бици исте године.

## Живот у иностранству
У фебруару 1810, Станхоупова је напустила Портсмут са својим братом Џејмсом Хамилтоном Станхоупом, који ју је пратио све до Родоса. Међу њеном пратњом били су њен лекар и каснији биограф Чарлс Луис Мерион и њене слушкиње Елизабет Вилијамс и Ен Фрај. На Родосу је упознала Мајкла Бруса, авантуристу и касније посланика, који је постао њен љубавник и сапутник. Тврди се да је, када су стигли у Атину, песник лорд Бајрон, Брусов пријатељ са универзитета, заронио у море да их поздрави. Бајрон је касније описао Станхоупову као „ту опасну ствар, женску духовитост“. Касније је тврдио да је одлучио да се не упушта у дебату о женским правима са Станхоуповом. Из Атине, група Хестер Станхоуп је отпутовала у Константинопољ (данашњи Истанбул), главни град Отоманског царства. Намеравали су да наставе ка Каиру, тек недавно изашлом из хаоса након Наполеонове инвазије на Египат и међународних сукоба који су уследили.

## Путовање на Блиски и Средњи исток
На путу за Каиро, брод је наишао на олују и доживео је бродолом на Родосу. Пошто им је нестало све имовине, позајмили су турску одећу. Станхоупова је одбила да носи хиџаб, бирајући одећу турског мушкарца: огртач, турбан и папуче. Када их је британска фрегата одвела у Каиро, наставила је да носи одећу која је била крајње необична за једну Енглескињу: купила је љубичасти огртач од сомота, везене панталоне, прслук, јакну, седло и сабљу. У овој ношњи отишла је да поздрави пашу. Из Каира је наставила своја путовања по Блиском истоку. У периоду од две године посетила је Гибралтар, Малту, Јонска острва, Пелопонез, Атину, Константинопољ, Родос, Египат, Палестину, Либан и Сирију.  Одбила је да носи вео чак и у Дамаску. У Јерусалиму је црква Светог гроба испражњена од посетилаца и поново отворена у њену част.
Сазнавши од гатара да је њена судбина била да постане невеста новог месије, направила је брачне кораке са Ибн Саудом, поглаваром Арапа вехабија (касније вођом Прве саудијске државе). Одлучила је да посети град Палмиру, иако је пут ишао кроз пустињу са потенцијално непријатељским бедуинима. Обукла се као бедуин и повела са собом караван од 22 камиле да понесу њен пртљаг. Емир Маханах ел Фадел ју је примио и постала је позната као "Краљица Хестер".

## Археолошка експедиција
Према Чарлсу Мериону, дошла је у посед средњовековног италијанског рукописа преписаног из записа једног манастира негде у Сирији. Према овом документу, велико благо је сакривено испод рушевина џамије у лучком граду Тел Аскалону, који је био у рушевинама 600 година. Године 1815, на основу ове карте, отпутовала је до рушевина Аскалона на обали Средоземног мора северно од Газе, и убедила османске власти да јој дозволе да ископа то место. Гувернеру Јафе, Мухамеду Абу Набуту, наређено је да је прати. То је резултирало првим археолошким ископавањима у Палестини.
Леди Станхоуп и Мерион су исправно анализирали историју структуре у Аскалону пре него што су методе савремених археолошких анализа биле познате или коришћене.— ArchyFantasies, Lady Hester Lucy Stanhope: The First Modern Excavator of the Holy Land
У ономе што би се с правом могло назвати првом стратиграфском анализом археолошког налазишта, Мерион је известио да „постоје сви разлози да се верује да је, са променама господара Аскалона, место на коме смо сада копали првобитно било пагански храм, затим црква, па џамија“. Мора се имати на уму да су се у исто време у Грчкој, копачи блажено неупућени у стратиграфију хвалили само квантитетом и уметничким квалитетом својих налаза.— Silberman, Restoring the Reputation of Lady Hester Lucy Stanhope, Neil Asher Silberman, BAR 10:04, Jul-Aug 1984.
Иако није пронашла благо од три милиона златника које је наводно тамо закопано, копачи су ископали мермерну статуу од седам стопа без главе. У акцији која би се могла чинити у супротности са њеним педантним ископавањима, Станхоупова је наредила да се статуа разбије на „хиљаду комада“ и баци у море. Она је то учинила као гест добре воље према османској влади, како би показала да је њено ископавање имало за циљ да поврати драгоцено благо за њих, а не да опљачка културне реликвије за отпрему назад у Европу, као што су многи њени сународници радили.
Статуа коју је ископала леди Хестер у Аскалону била је опасно примамљива награда. Иако без главе и фрагментарна, то је био први грчко-римски артефакт икада ископан у Светој земљи, што је чак и др Мерион препознао. Мерион је био пресрећан због овог открића, и претпоставио је да је то статуа „обожаваног краља“, можда једног од наследника Александра Великог или чак самог Ирода. Али леди Хестер није делила антикварни ентузијазам свог лекара, јер је она лично имала много тога на коцки. Плашила се да ће, ако посвети превише пажње на то, „злонамерни људи могли рећи да сам дошла да тражим статуе за своје сународнике, а не за благо за Узвишену Порту“, уобичајена фраза за описивање палате самог султана.— Neil Asher Silberman, Restoring the Reputation of Lady Hester Lucy Stanhope

## Живот међу Либанцима
Леди Хестер се настанила у близини Сидона, града на обали Средоземног мора у данашњем Либану, отприлике на пола пута између Тира и Бејрута. Прво је живела у напуштеном манастиру Мар Елиас у селу Абра, а затим у другом манастиру. Њена сапутница, госпођица Вилијамс, и медицински радник, др Чарлс Мерион, остали су са њом неко време; али госпођица Вилијамс је умрла 1828, а Мерион је отишао 1831, враћајући се само у последњу посету од јула 1837. до августа 1838. Када је Мерион отишла у Енглеску, леди Хестер се преселила у удаљени напуштени манастир у Јоуну, селу осам миља од Сидона, где је живела до своје смрти. Њена резиденција, позната међу сељанима као Дахр Ел Сит, била је на врху брда. Мерион је наговестила да јој се ова кућа допада због своје стратешке локације, „куће на врху купастог брда, одакле се сви посетиоци могу видети са сваке стране“.
У почетку ју је дочекао емир Башир Шихаб II, али је током година дала уточиште стотинама избеглица из међуклановских и међуверских сукоба Друза и стекла његово непријатељство. У свом новом окружењу, имала је скоро апсолутну власт над околним окрузима и постала де факто владар региона. Њена контрола над локалним становништвом била је довољна да наведе Ибрахим-пашу од Египта, када се спремао да изврши инвазију на Сирију 1832. године, да тражи њену неутралност. Њена надмоћ је одржавана њеним заповедничким карактером и веровањем да поседује дар прорицања. Водила је преписку са важним људима и примала радознале посетиоце који су се трудили да је посете.
Нашавши се дубоко у дуговима, искористила је пензију из Енглеске да би исплатила своје повериоце у Сирији. Од средине 1830-их она се све више повлачила из света, а њене слуге су почеле да краду њену имовину, јер је све мање могла да управља својим домаћинством у свом усамљеничком стању. Станхоуп је можда патила од тешке депресије; сугерише се да је, алтернативно, постала прерано сенилна. У сваком случају, последњих година није примала посетиоце до мрака, а и тада би пуштала да виде само њене руке и лице. Носила је турбан преко обријане главе.
Леди Хестер је умрла у сну 1839. Умрла је сиромашна; Ендрју Бонар и Роберт Мареј М'Чејн, који су неколико седмица касније посетили регију, известили су да након њене смрти „у кући није пронађен никакав новац“.

## Мемоари
Године 1846, неколико година након њене смрти, др Мерион је објавио три тома Мемоара леди Хестер Станхоуп које је сама испричала у Разговорима са својим лекаром, а следеће године су уследила три тома Путовања леди Хестер Станхоуп, формирајући Завршетак њених мемоара које је испричао њен лекар.